# Hécaton de Rhodes
Hécaton de Rhodes (floruit au début du Ier siècle av. J.-C.) est un philosophe stoïcien.
Disciple de Panétios de Rhodes, Hécaton est l'auteur d'un certain nombre d'ouvrages philosophiques qui ont pu influencer Cicéron et Sénèque. De ces ouvrages, aucun n'a été conservé, mais grâce à Diogène Laërce, on a pu en identifier sept. Outre de nombreuses occurrences de Hécaton chez Diogène, et une pour Cicéron, Hécaton est également cité dans trois des premières lettres à Lucilius et le De Beneficis de Sénèque.

## Biographie
Une notice biographique lui avait été consacrée par Diogène Laërce, au livre VII des Vies et doctrines des philosophes illustres, cependant la partie finale de ce livre ne nous est pas parvenue,  de telle sorte qu'aucune donnée biographique sur ce philosophe ne nous a été transmise depuis l'antiquité. Tout au plus sait-on, grâce au De officiis de Cicéron nous indiquant que Hécaton avait dédié un de ses ouvrages à Quintus Aelius Tubero, ce qui implique qu'il aurait séjourné à Rome, et aurait probablement fréquenté le cercle des Scipion.
Qui plus est une conjecture élaborée par Comparetti et Gomoll, a voulu identifier Hécaton avec un disciple de Panétios, décédé du vivant de son maître, et mentionné dans l'Index stoïcorum, sans qu'aucune preuve ne permette de démontrer cette affirmation. Le cas échéant, il faudrait situer le floruit de Hécaton au IIe siècle av. J.-C., et son décès aurait lieu avant -112 av. J.-C., date de la mort de Panétios.

## Doctrine
L'on sait peu de chose de la doctrine, qui reprenait sans doute les principaux thèmes de la doxa stoïcienne. D'après Diogène, Hécaton démontrait au neuvième livre de Sur les biens que le plaisir n'était pas un bien, et ce en accord avec l'ouvrage de Chrysippe de Soles Sur le plaisir. Toujours d'après Diogène, il donnait, dans la lignée du Sur la fin d'Apollodore de Séleucie (en), et de l'Éthique de Chrysippe, une définition des choses qui ne sont ni bonnes ni mauvaises « n'est ni bon ni mauvais, tout ce qui ne profite ni ne nuit, comme vie, santé, plaisir, beauté, force, richesse (bonne) réputation, bonne naissance, et leurs contraires : mort, maladie, souffrance, laideur, faiblesse, pauvreté, mauvaise réputation, basse extraction, et tout ce qui est de cette nature ».

## Œuvres
Les sept œuvres suivantes, les seules dont le nom soit parvenu jusqu'à nous, sont toutes citées par Diogène Laërce, à l'exception du De officiis qui ne nous est connu que par Cicéron.
- Χρεῖαι (Chries), en au moins deux livres, rapportant des propos de divers philosophes (Antisthène, Diogène de Sinope, Métroclès, Zénon de Cition et Cléanthe)[4]. On possède une citation du livre I[5], ainsi qu'une occurrence du livre II, qui portait, entre autres, sur Zénon de Cition[6].
- Περὶ ἀγαθῶν (Sur les biens), en au moins neuf livres. Le neuvième livre étant cité par Diogène Laërce[7], tandis que les livres II et III sont mentionnés

- Περὶ τελῶν (Sur les fins) en au moins sept livres
- Περὶ παραδόξων (Sur les paradoxes) en trois livres
- Περὶ παθῶν (Sur les passions) en au moins deux livres
- Περὶ ἀρεθῶν (Sur les vertus) en au moins trois livres.
- De officio ou de officiis (Sur les devoirs), en au moins six livres. Le titre grec de cette œuvre, demeure inconnu (la conjecture la plus probable étant Περὶ ϰατήϰοντος. Dans son De officiis, Cicéron cite à deux reprises quelques exemples tirés du sixième livre d'Hécaton[8].

Selon Pohlenz, l'on pourrait adjoindre une huitième œuvre :
- Περὶ χαρίτων (Sur les bienfaits) : Sénèque se serait inspiré de cette monographie hypothétique, plutôt que du De officiis[9].

## Citations
« C'est des hommes que j'ai appelé, pas des ordures », dit de Diogène, rapporté par Hécaton au premier livre des Chries.
« Il est d'un sage d'avoir souci de son propre avoir sans rien faire de contraire aux coutumes, aux lois et aux institutions en vigueur. Ce n'est pas seulement pour nous-mêmes que nous voulons être riches, c'est pour nos enfants, nos proches, nos amis et surtout dans l'intérêt de l'État. Les ressources, les fortunes des particuliers font la richesse de la cité », extrait du De officiis, rapporté par Cicéron.
« Je t'indiquerai, moi, un philtre
d'amour sans drogue, sans herbe,
sans aucune incantation magique :
Si tu veux être aimé, aime. »